# Kalklav
Kalklav (Endocarpon adscendens) är en lavart som först beskrevs av Anzi, och fick sitt nu gällande namn av Johannes Müller Argoviensis. Kalklav ingår i släktet Endocarpon och familjen Verrucariaceae.  Arten är reproducerande i Sverige. Inga underarter finns listade i Catalogue of Life.